# 가현초등학교
가현초등학교는 대한민국 경기도 김포시에 있는 공립 초등학교이다.

## 학교 연혁
- 2010.08.08 가현초등학교 설립인가
- 2011.08.31 가현초등학교 준공
- 2011.09.01 가현초등학교 개교
- 2011.09.01 최세희 교장선생님 취임
- 2012.02.17 제1회 졸업식(졸업생 28명)
- 2012.03.01 14학급편성, 유치원(3학급)
- 2013.02.15 제2회 졸업식(졸업생 117명)
- 2013.03.01 30학급편성, 유치원(3학급)
- 2014.03.01 36학급편성, 유치원(3학급)

## 참고 자료
- 가현초등학교 - 한국교육학술정보원 학교알리미